# Heinrich Moritz Willkomm
Heinrich Moritz Willkomm, född 29 juni 1821 i Herwigsdorf vid Zittau, Sachsen, död 26 augusti 1895 på Wartenbergs slott, Böhmen, var en tysk botaniker.
Willkomm blev filosofie doktor i Leipzig 1850, privatdocent i botanik där 1852, extra ordinarie professor och kustos vid universitetsmuseet 1855, professor i organisk naturhistoria vid forstakademien i Tharandt samma år, professor i botanik och trädgårdsföreståndare i Dorpat 1868 och var 1874-1893 professor i botanik i Prag. 
Willkomm gjorde tre naturvetenskapliga resor till Pyreneiska halvön (främst Spanien), av vilka han erhöll ämnen till ett rikt författarskap, såsom Zwei Jahre in Spanien und Portugal (1847), Sertum floræ hispanicæ (1852), Wanderungen durch die nordöstlichen und centralen Provinzen Spaniens (1852), Die Strand- und Steppengebiete der iberischen Halbinsel und deren Vegetation (1852), Die Halbinsel der Pyrenäen (1855), Icones et descriptiones plantarum... Europæ austro-occidentalis, præcipue Hispaniæ (två band, 168 tavlor, 1852-56), Spanien und die Balearen (1876), Illustrationes floræ Hispaniæ insularumque Balearium (1881-91). Tillsammans med dansken Johan Lange skrev han Prodromus floræ hispanicæ (tre delar, 1861-80, i vilken över 5 000 arter beskrivs; supplement 1893). 
Willkomm utgav dessutom Deutschlands Laubhölzer im Winter (tredje upplagan 1880), det populära arbetet Die Wunder des Mikroskops oder die Welt im kleinsten Raum (1856, flera upplagor; "Mikroskopets under", 1871), Die mikroskopischen Feinde des Waldes (1866-67) och Forstliche Flora von Deutschland und Oesterreich (1875; ny upplaga 1887). Efter Willkomms död utkom Grundzüge der Pflanzenverbreitung auf der iberischen Halbinsel (1896; i Adolf Englers och Oscar Drudes "Vegetation der Erde").
Auktorsnamnet Willk. kan användas för Heinrich Moritz Willkomm i samband med ett vetenskapligt namn inom botaniken; se Wikipediaartiklar som länkar till auktorsnamnet.